# Pommelien Thijs
Pommelien Thijs   (Kessel, 4 d'abril de 2001) és una actriu, presentadora i cantant flamenca.

## Biografia
El 2010, va debutar a la televisió al programa Ketnet Kijnt de Ketnet. El 2011 va ser una de les cinc reporteres del programa Ketnet De Zooreporters que es va emetre d'abril a juny de 2012. El 2012-2013 va interpretar el paper principal del musical Annie al Stadsschouwburg Anvers i al Capitole de Gant.
Pommelien Thijs va fer-se coneguda com "Caro" a la sèrie de televisió juvenil flamenco #LikeMe. Juntament amb el repartiment de la sèrie, va realitzar diversos concerts arreu de Flandes. Després de protagonitzar un paper secundari a la pel·lícula de 2020 De familie Claus i les seves dues seqüeles, va rebre elogis crítics el 2023 pel seu paper com a "Louise" a la sèrie de ficció d'èxit Knokke Off.
Des de 2020, ha aconseguit tres sencills que han arribat al número u en les llistes Ultratop de Flandes, amb Nu wij niet meer praten (2020), un duet amb el cantant neerlandès Jaap Reesema, i Ongewoon (2022) i Erop of eronder (2023). Per aquesta última cançó, va guanyar el premi a la "cancó de l'estiu de l'any" de Radio 2.

### Filmografia
- Labyrinthus (2014) - com a Miranda
- Piepkuikens (2015)
- The Claus Family (2020) - com Ella
- The Claus Family 2 (2021) - com Ella
- The Claus Family 3 (2022) - com Ella

### Televisió
- Vermist (2013)
- Vriendinnen (2015)
- #LikeMe (2019-2023) - com a Caro
- Lisa (2021-2022) - com a Babbet
- Knokke Off (2023) - com a Louise

## Discografia

### Individuals
| Individual amb qualsevol gràfic del Top 40 holandès | Data de publicació | Data d’ entrada | Posició més alta | Nombre de setmanes | Observacions                                                         |
| --------------------------------------------------- | ------------------ | --------------- | ---------------- | ------------------ | -------------------------------------------------------------------- |
| Nu wij niet meer praten                             | 16-10-2020         | 14-11-2020      | 1 (1 setmana)    | 23                 | amb Jaap Reesema / Disc d'alarma núm. 2 en el Top 100 únic           |
| Tranen                                              | 03-05-2021         | 03-06-2021      | consell6         | 4                  | amb Kris Kross Amsterdam i Kraantje Pappie Nr. 73 en el Top 100 únic |

| Individual amb gràfics a l’ Ultratop flamenc 50 | Data de publicació | Data d’ entrada | Posició més alta | Nombre de setmanes | Observacions                                           |
| ----------------------------------------------- | ------------------ | --------------- | ---------------- | ------------------ | ------------------------------------------------------ |
| Nu wij niet meer praten                         | 16-10-2020         | 17-10-2020      | 1 (1 setmana)    | 31                 | amb Jaap Reesema / Nr. 1 al Top 30 Platinum de Radio 2 |
| Tranen                                          | 03-05-2021         | 13-03-2021      | 14               | 9                  | amb Kris Kross Amsterdam i Kraantje Pappie             |
| Meisjes van honing                              | 19-11-2021         | 27-11-2021      | 17               | 18                 |                                                        |
| Ongewoon                                        | 15-04-2022         | 23-04-2022      | 1 (1 setmana)    | 29                 |                                                        |
| Wat Een Idee!?                                  | 15-09-2022         | 24-09-2022      | 3                | 12                 |                                                        |
| Zilver                                          | 1-12-2022          | 11-12-2022      | 6                | 17                 |                                                        |
| Hypothetisch                                    | 30-03-2023         | 10-04-2023      | 18               | 7                  |                                                        |
| Kleine tornado                                  | 18-05-2023         | 3-06-2023       | 38               | 1                  |                                                        |
| Erop of eronder                                 | 8-06-2023          | 18-06-2023      | 1 (6 setmana)    | 29*                |                                                        |
| Medeplichtig                                    | 22-11-2023         | 3-12-2023       | 5                | 5*                 |                                                        |
| Hou Mij Vast                                    | 23-12-2023         | 31-12-2023      | 17               | 1*                 | amb Bazart                                             |